# LTP Women's Open 2021
L'LTP Women's Open 2021 è stato un torneo femminile di tennis giocato sulla terra verde. È stata la 1ª edizione del torneo che fa parte della categoria WTA 125 nell'ambito del WTA Challenger Tour 2021. Si è giocato all'LTP Mount Pleasant di Charleston negli Stati Uniti d'America dal 26 luglio al 1º agosto 2021.

## Partecipanti al singolare

### Teste di serie
| Nazionalità | Giocatrice            | Ranking* | Testa di serie |
| ----------- | --------------------- | -------- | -------------- |
| Stati Uniti | Madison Brengle       | 78       | 1              |
| Stati Uniti | Lauren Davis          | 95       | 2              |
| Australia   | Maddison Inglis       | 142      | 3              |
| Stati Uniti | Varvara Lepchenko     | 154      | 4              |
| Germania    | Tatjana Maria         | 174      | 5              |
| Brasile     | Beatriz Haddad Maia   | 185      | 6              |
| Stati Uniti | Sachia Vickery        | 197      | 7              |
| Stati Uniti | Usue Maitane Arconada | 198      | 8              |

* Ranking al 19 luglio 2021.

### Altre partecipanti
Le seguenti giocatrici hanno ricevuto una wild card per il tabellone principale:
- Louisa Chirico
- Fiona Crawley
- Ellie Douglas
- Katarina Jokić

Il seguente giocatore è entrato in tabellone con il ranking protetto:
- Rebecca Marino
- Peangtarn Plipuech
- Carol Zhao

### Ritiri
Prima del torneo
- Hailey Baptiste → sostituita da  Emma Navarro
- Mona Barthel → sostituita da  Robin Anderson
- Aliona Bolsova → sostituita da  Maria Mateas
- Clara Burel → sostituita da  Kateryna Bondarenko
- Lizette Cabrera → sostituita da  Hanna Chang
- Harriet Dart → sostituita da  Peangtarn Plipuech
- Francesca Di Lorenzo → sostituita da  Han Na-lae
- Caroline Dolehide → sostituita da  Usue Maitane Arconada
- Magdalena Fręch → sostituita da  Catherine Harrison
- Anastasija Gasanova → sostituita da  Sachia Vickery
- Giulia Gatto-Monticone → sostituita da  Beatriz Haddad Maia
- Leonie Küng → sostituita da  Liang En-shuo
- Christina McHale → sostituita da  Allie Kiick
- Nuria Párrizas Díaz → sostituita da  Whitney Osuigwe
- Natal'ja Vichljanceva → sostituita da  Aldila Sutjiadi
- Renata Zarazúa → sostituita da  Alexa Glatch

## Partecipanti al doppio

### Teste di serie
| Nazione       | Giocatrice          | Nazione     | Giocatrice      | Rank1 | Seed |
| ------------- | ------------------- | ----------- | --------------- | ----- | ---- |
| Nuova Zelanda | Erin Routliffe      | Indonesia   | Aldila Sutjiadi | 281   | 1    |
| Ucraina       | Kateryna Bondarenko | Germania    | Tatjana Maria   | 298   | 2    |
| Stati Uniti   | Quinn Gleason       | Stati Uniti | Jamie Loeb      | 337   | 3    |
| Stati Uniti   | Catherine Harrison  | Stati Uniti | Maria Sanchez   | 349   | 4    |

* Ranking al 19 luglio 2021.

### Altre partecipanti
Le seguenti giocatrici hanno ricevuto una wild card per il tabellone principale:
- Sophie Chang /  Emma Navarro

## Campionesse

### Singolare
Varvara Lepchenko ha sconfitto in finale  Jamie Loeb con il punteggio di 7-6(4), 4-6, 6-4.

### Doppio
Liang En-shuo /  Rebecca Marino hanno sconfitto in finale  Erin Routliffe /  Aldila Sutjiadi con il punteggio di 5-7, 7-5, [10-7].